# Ludwig August von Frankl
Ludwig August Ritter von Frankl-Hochwart (Chrast, Bohemia, 3 de febrero de 1810-Viena, 12 de marzo de 1894) fue un noble, médico y escritor de Bohemia. Era padre de Lothar von Frankl-Hochwart y amigo de Nikolaus Lenau.
Estudió medicina en la Universidad de Viena y Padua. Su obra literaria versa básicamente en traducciones al alemán de poemas del folklore serbio